# BK Nijni Novgorod
Maillots
Actualités
Le BK Nijni Novgorod (en russe : БК Нижний Новгород) est un club russe de basket-ball situé dans la ville de Nijni Novgorod. Le club évolue dans l'élite du championnat russe depuis 2010.

## Historique
Le club est fondé en 2000 et porte le nom de НБА (NBA), acronyme de association de basket-ball de Nijni Novgorod. L'équipe dirigeante change radicalement en 2008 : le champion olympique de pentathlon Dmitri Svatkovski devient président, Sergueï Panov, general manager et Zoran Lukić, entraîneur.
Le BK Nijni Novgorod finit premier de la Superligue B lors de la saison 2009-2010 et est promu en Superligue, la première division russe et y évolue lors de la saison 2010-2011. La première division devient la PBL en 2011 et Nijni Novgorod y évolue lors de la saison 2011-2012. La PBL fusionne avec la VTB United League lors de la saison 2013-2014 et Nijni Novgorod y reste.
Lors de la saison 2013-2014, le club atteint les demi-finales de l'EuroCoupe.

## Palmarès
- 2009-2010 : vainqueur de la Superligue B.

## Joueurs célèbres ou marquants
- Ivan Strebkov
- Jahmar Young
- Will Daniels
- Dijon Thompson
- Taylor Rochestie
- Trey Thompkins
- Gal Mekel
- Ivan Paunić